# Jules Déchin

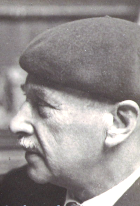
Jules Déchin

Jules Déchin (* 12. November 1869 in Lille, Frankreich; † 23. Juli 1947 in Paris) war ein französischer Bildhauer. Er war hauptsächlich bekannt für seine Kriegerdenkmäler und Großskulpturen.

## Leben

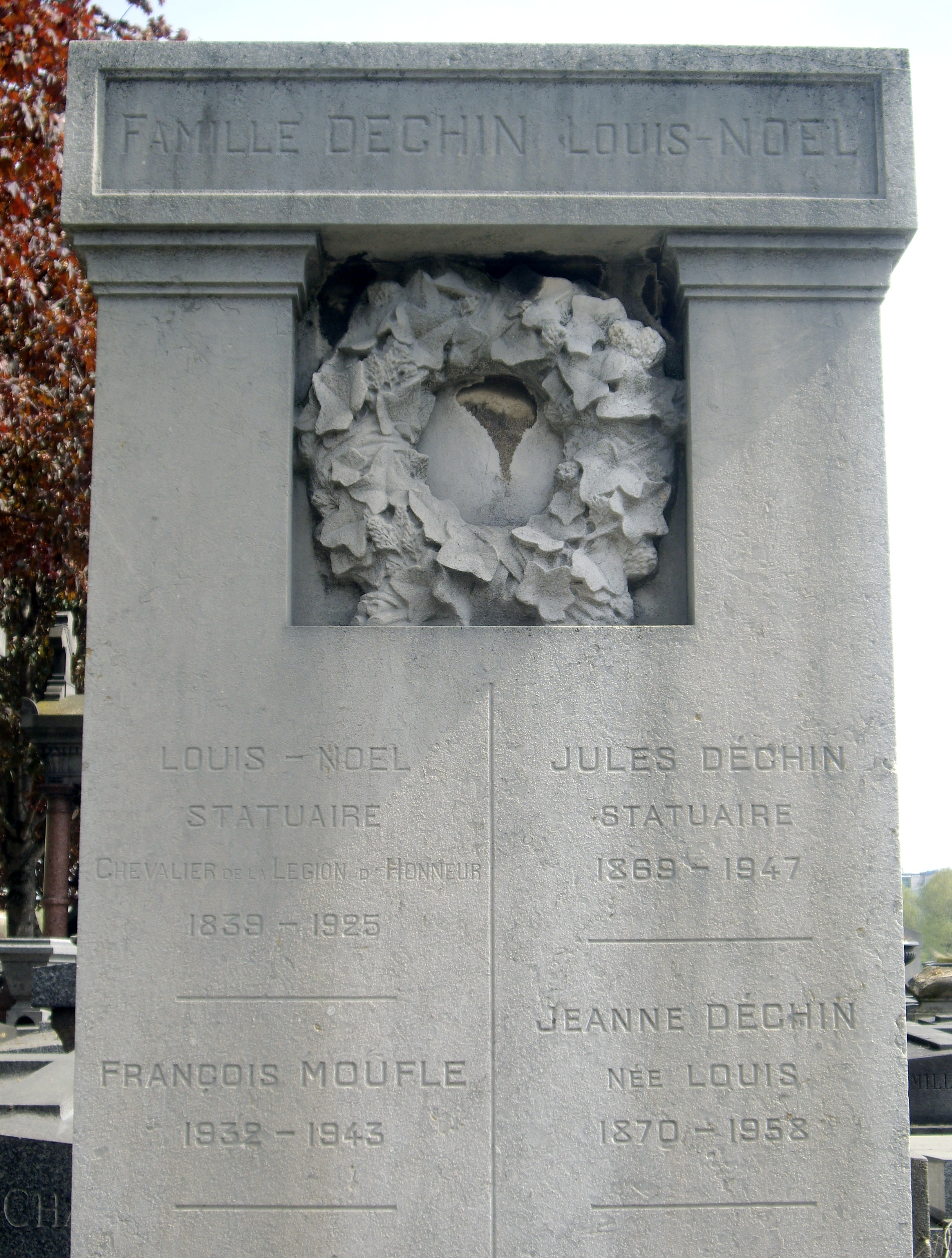
Grabstein von Jules Déchin und Louis Noël auf dem Friedhof Montrouge, 2011

Déchin studierte anfänglich in seiner Heimatstadt Lille. An der École des Beaux-Arts de Paris war er Schüler von Jules Cavelier und Henri Chapu. 1898 erhielt er den Prix Jean-Baptiste Wicar der Stadt Lille; ein Stipendium, das ihm einen vierjährigen Studienaufenthalt in Rom ermöglichte. Nach seiner Ausbildung in Italien schuf er zahlreiche Werke für Auftraggeber in Frankreich, Italien, der Schweiz, Belgien, Niederlande, Kanada, USA und Russland.
1899 nahm ihn der Bildhauer Louis Noël an Sohnes statt an. Déchin starb 1947 in seinem Pariser Haus und wurde neben seinem Stiefvater auf dem Friedhof von Montrouge bestattet.

## Werke (Auswahl)
Jules Déchin fertigte zahlreiche Denkmäler im Gedenken an die Gefallenen des Ersten Weltkriegs mit dem Titel Monument aux morts de la Première Guerre mondiale, die in Frankreich unter anderem in Aumont-Aubrac (1919), Chaulnes (1920), Framerville-Rainecourt (1926), Guemps (1920), Gueudecourt (1929), Lezennes (1920), Merlimont (1922), Ploumagoar (1923) und Roye (1927) aufgestellt wurden.
Weitere in Frankreich aufgestellte Arbeiten sind das Denkmal für General Louis Faidherbe in Bapaume (1929), das Monument à Jeanne d’Arc, Cours Xavier-Arnauzan in Bordeaux (dort seit 1950), das Monument au Maire André, Lille (1908), das Monument du statuaire Eugène Guillaume, Montbard (1911), sowie das Monument à la Gloire de la Division Barbot, Souchez 1937. Im Palais des Beaux-Arts de Lille befinden sich Marmorstatuen Jean-Baptiste Wicar (1900) und Philippe-Laurent Roland sowie die Buste de femme aus Marmor und die Bronzestatue Jeanne d’Arc.
In Washington, D.C., Vereinigte Staaten steht auf dem Grabmal von Thomas Trueman Goff im Rock Creek Cemetery, Rock Creek Church Road, N.W Section L, Lot 139 seit 1922 eine Statue von Déchin. In Kanada wurde 1931 im Parc de Sillery Québec in Sillery, Stadtteil von Québec, Provinz Québec seine Statue équestre de Jeanne d’Arc errichtet. In den Niederlanden steht seit 1930 an der Sint-Matthiaskerk, Grotestraat in Oploo (heute Sint Anthonis) die Statue Le Sacré-Cœur de Jésus.

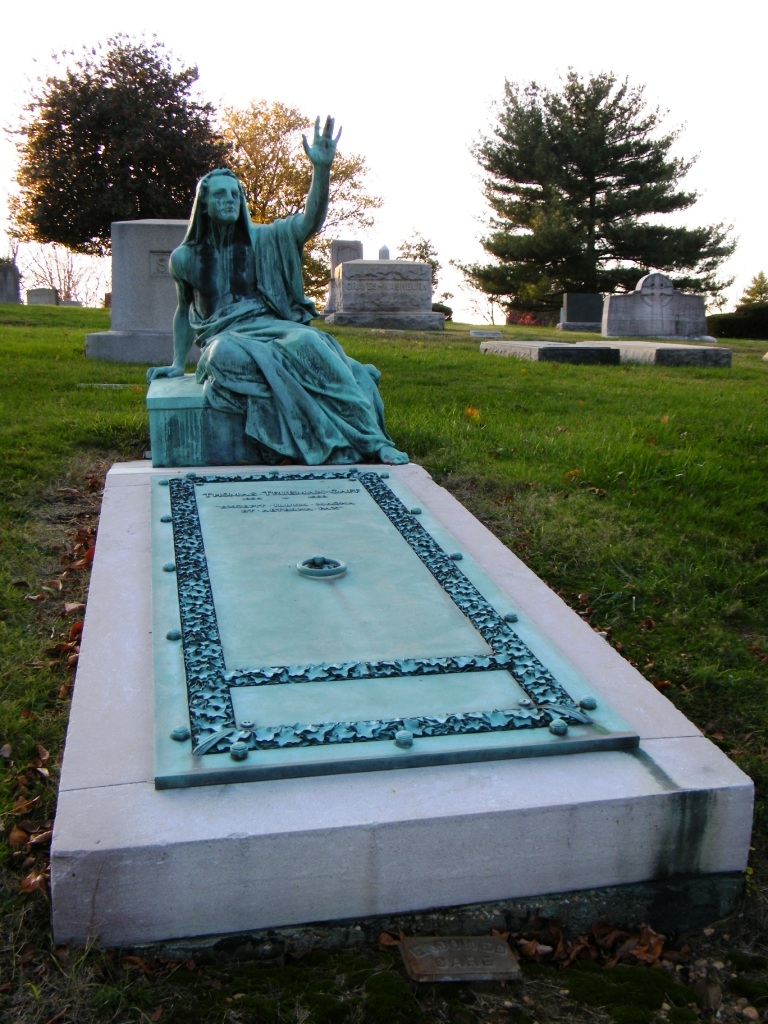
Grabmal von Thomas Trueman Goff, Washington D.C., USA
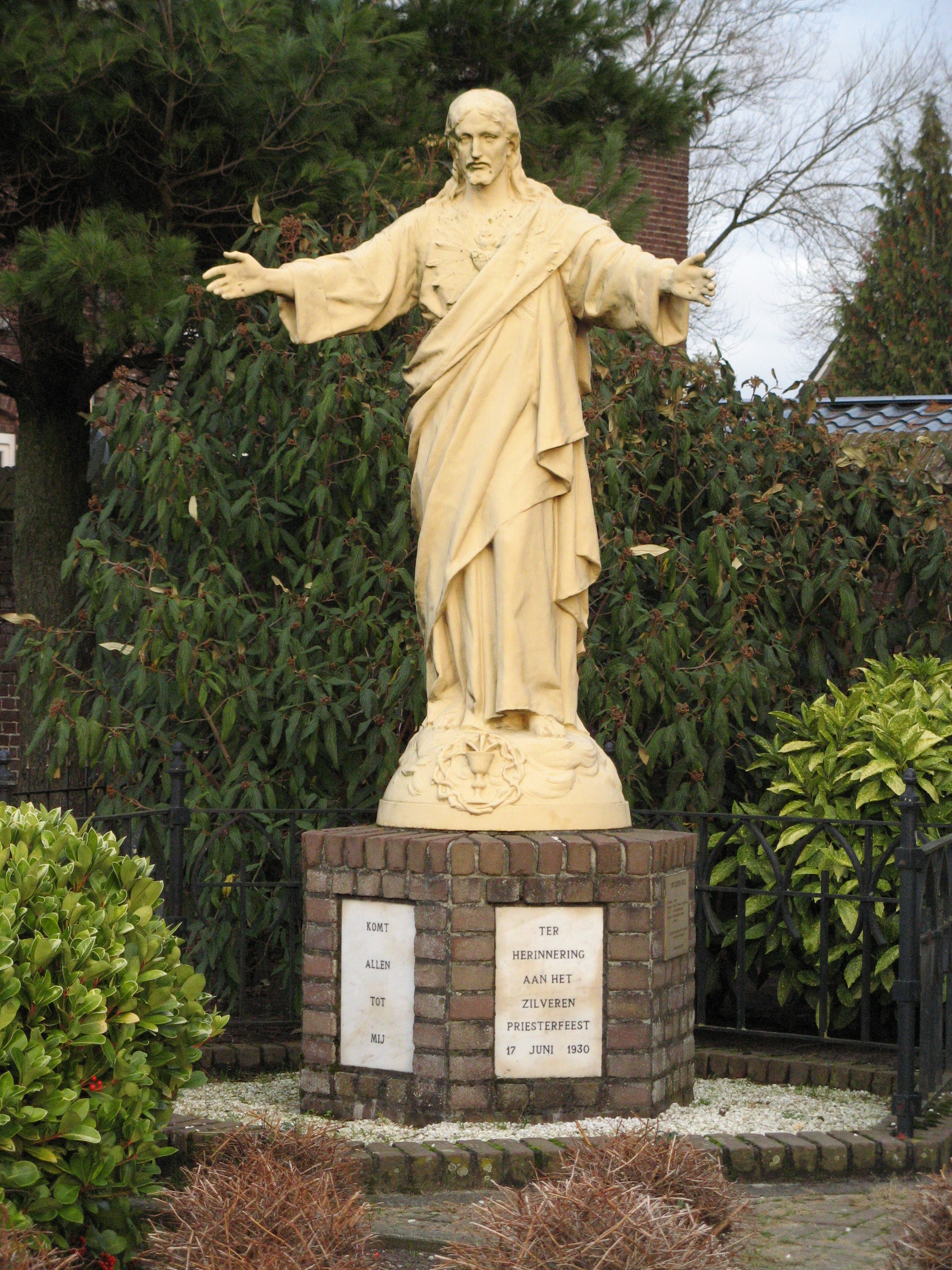
Statue Le Sacré-Cœur de Jésus an der Sint-Matthiaskerk in Sint Anthonis, Niederlande
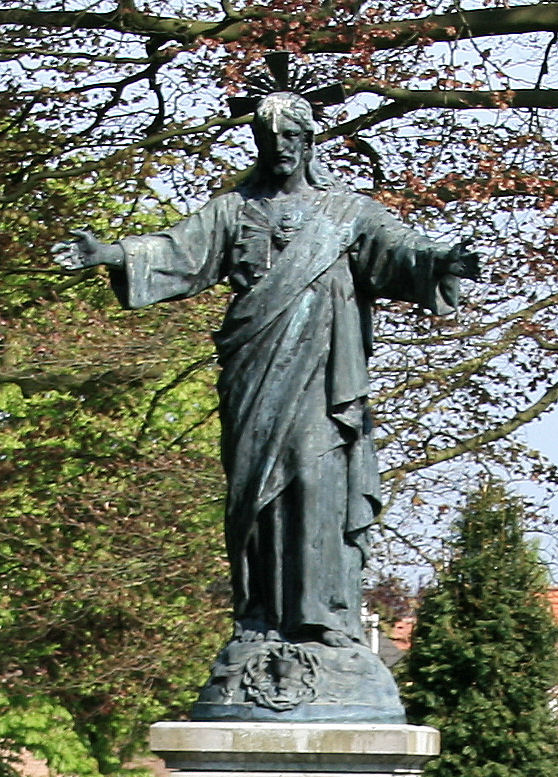
Heilig Hartbeeld  in Wintelre, Niederlande
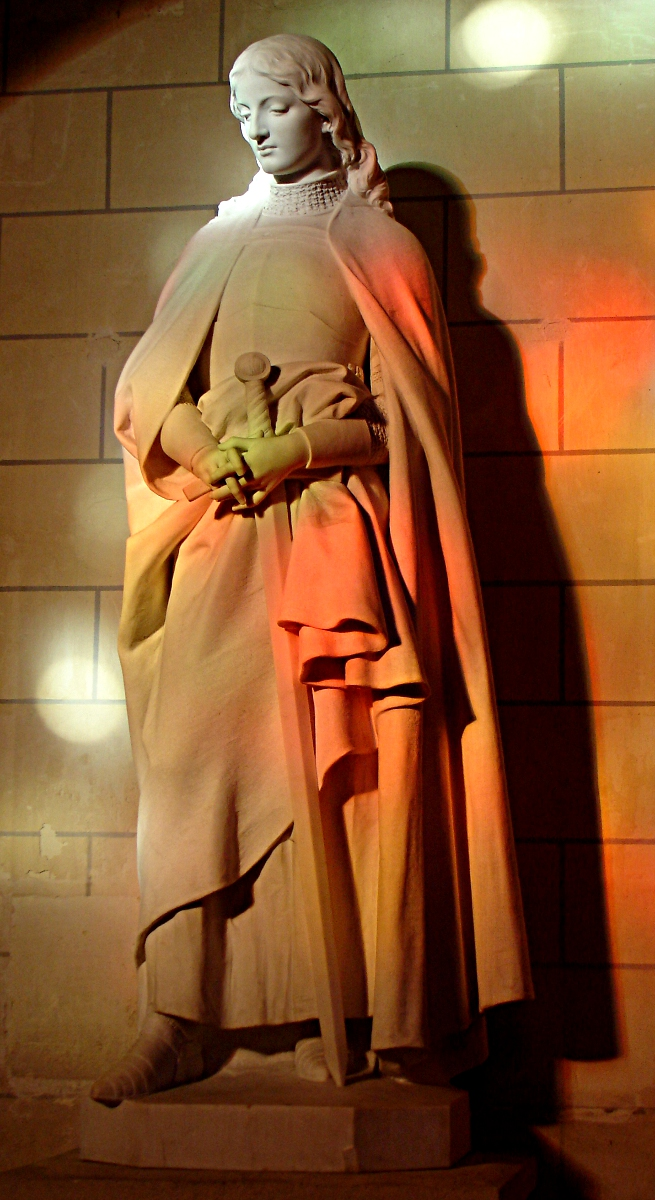
Statue der Jeanne d’Arc, Kirche St. Maurice in Chinon, Frankreich
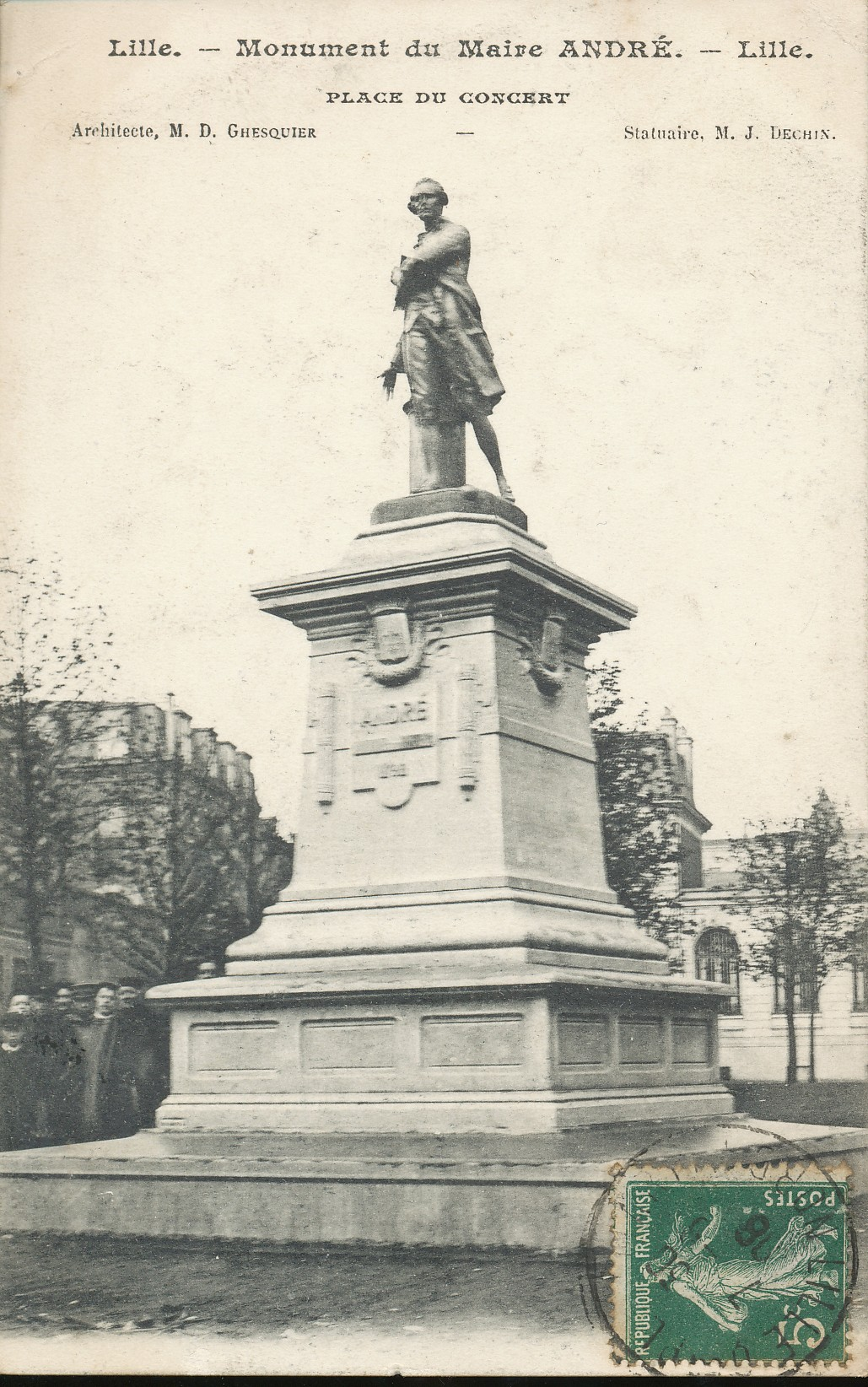
Monument Maire Andre, Place du Concert in Lille, Frankreich

## Ehrungen
Für seine zwei Meter hohe Skulptur Philippe-Laurent Roland erhielt Déchin eine Médaille de 1ère classe.